# Magalang
Magalang est une municipalité de 1re classe située dans la province de Pampanga en Luçon centrale aux Philippines. Selon le recensement de 2007 elle est peuplée de 98 595 habitants.

## Barangays
Magalang est divisée en 27 barangays.
- Camias
- Dolores
- Escaler
- La Paz
- Navaling
- San Agustin
- San Antonio
- San Francisco
- San Ildefonso
- San Isidro
- San Jose
- San Miguel
- San Nicolas Uno (Pob.)
- San Nicolas Dos
- San Pablo
- San Pedro Uno (Pob.)
- San Pedro Dos
- San Roque
- San Vicente
- Santa Cruz (Pob.)
- Santa Lucia
- Santa Maria
- Santo Niño
- Santo Rosario
- Bucanan
- Turu
- Ayala

## Démographie
| Année | Habitants |
| ----- | --------- |
| 1995  | 52 607    |
| 2000  | 77 530    |
| 2007  | 98 595    |

### Édifices religieux

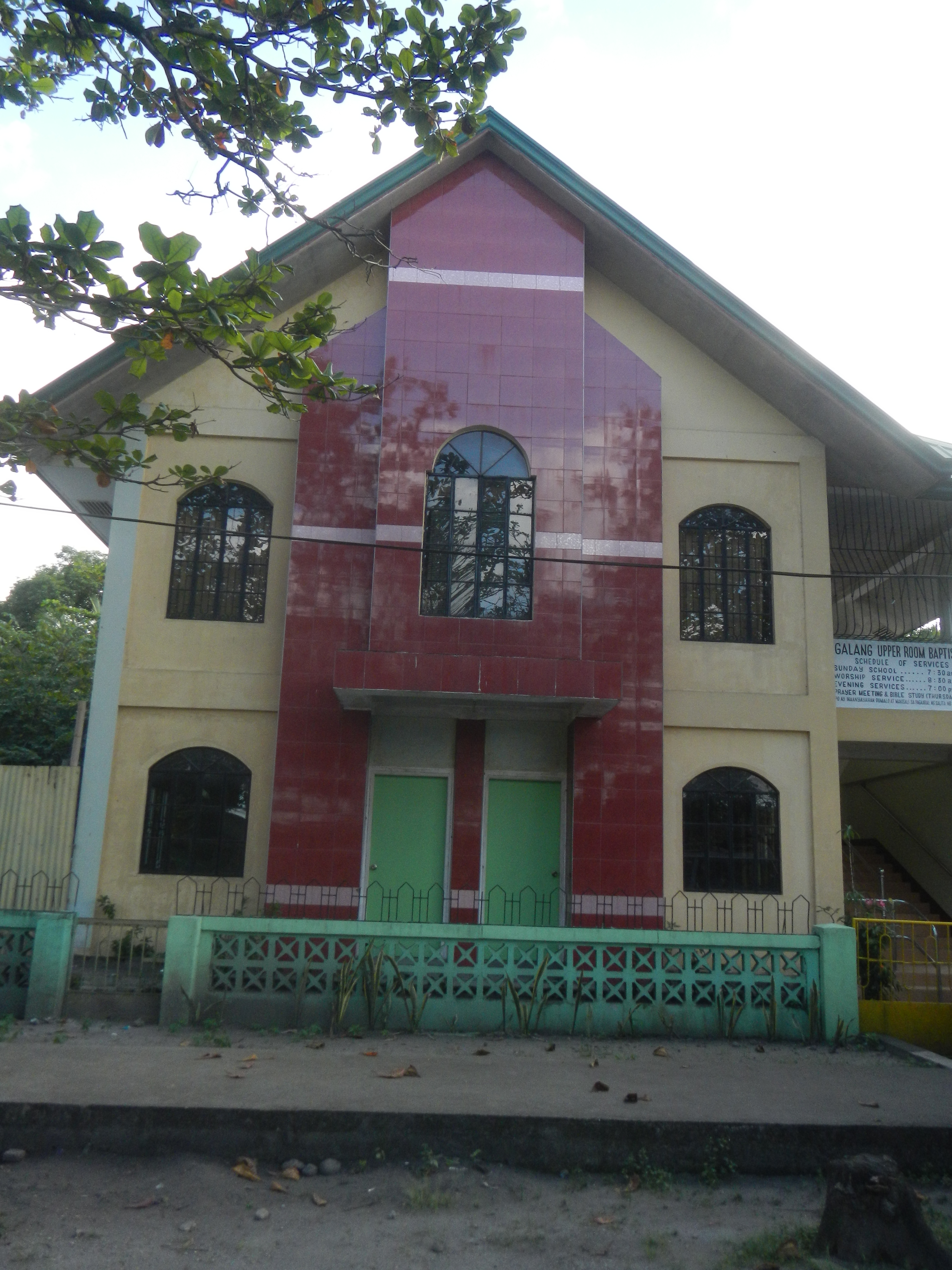
Bâtiment de Magalang Upper Room Baptist Church, affiliée à la Convention of Philippine Baptist Churches, en 2017, à Magalang, aux Philippines

- Magalang Upper Room Baptist Church, affiliée à la Convention of Philippine Baptist Churches
- San Bartolome Parish Church (Église catholique)